# Countrywide Classic 1998 - Qualificazioni doppio
Le qualificazioni del doppio  del Countrywide Classic 1998 sono state un torneo di tennis preliminare per accedere alla fase finale della manifestazione. I vincitori dell'ultimo turno sono entrati di diritto nel tabellone principale. In caso di ritiro di uno o più giocatori aventi diritto a questi sono subentrati i lucky loser, ossia i giocatori che hanno perso nell'ultimo turno ma che avevano una classifica più alta rispetto agli altri partecipanti che avevano comunque perso nel turno finale.
Le qualificazioni del doppio del torneo Countrywide Classic 1998 prevedevano 4 coppie partecipanti di cui una è entrata nel tabellone principale.

## Teste di serie
1. Byron Talbot /  Wesley Whitehouse (primo turno)

1. Adam Peterson /  Eric Taino (Qualificati)

## Qualificati
1. Adam Peterson  /   Eric Taino

## Tabellone

### Legenda
| - Q = Qualificato - WC = Wild card - LL = Lucky loser | - ALT = Alternate - SE = Special Exempt - PR = Protected Ranking | - w/o = Walkover - r = Ritirato - d = Squalificato |

|  | Primo turno | Primo turno                        | Primo turno | Primo turno | Primo turno |  |  | Ultimo turno | Ultimo turno               | Ultimo turno               | Ultimo turno | Ultimo turno |  |
|  |             |                                    |             |             |             |  |  |              |                            |                            |              |              |  |
|  |             | Michael Joyce Cecil Mamiit         | 7           | 4           | 6           |  |  |              |                            |                            |              |              |  |
|  | 1           | Byron Talbot Wesley Whitehouse     | 6           | 6           | 3           |  |  |              | Michael Joyce Cecil Mamiit | Michael Joyce Cecil Mamiit | 3            | 3            |  |
|  | 2           | Adam Peterson Eric Taino           | 7           | 2           | 7           |  |  | 2            | Adam Peterson Eric Taino   | Adam Peterson Eric Taino   | 6            | 6            |  |
|  |             | Alejandro Hernández Sjeng Schalken | 6           | 6           | 6           |  |  |              |                            |                            |              |              |  |